# George Hobart, III conte di Buckinghamshire
George Hobart, III conte di Buckinghamshire (Londra, 8 settembre 1731 – Nocton, 14 novembre 1804), è stato un politico inglese.

## Biografia
Era il figlio di John Hobart, I conte di Buckinghamshire, e della sua seconda moglie, Elizabeth Bristow. Studiò alla Westminster School.

## Carriera
Rappresentò St Ives (1754-1761) e Bere Alston (1761-1780) alla Camera dei comuni. Fu segretario all'ambasciata a San Pietroburgo nel 1762, quando il suo fratellastro John Hobart, II conte di Buckinghamshire era ambasciatore.
Ha ereditato la contea di Buckinghamshire dal fratellastro nel 1793. Il 29 aprile 1797 venne nominato colonnello del 3º Reggimento di Lincolnshire.

## Matrimonio
Sposò, il 16 maggio 1757, Albinia Bertie (?-11 marzo 1816), figlia del lord Vere Bertie e Ann Casey. Ebbero otto figli:
- Robert Hobart, IV conte di Buckinghamshire (1760-1816);
- Lord George Vere Hobart (1761-5 dicembre 1802), sposò in prime nozze Janet Maclean, ebbero una figlia, sposò in seconde nozze Jane Cataneo, ebbero tre figli;
- Lord Charles Hobart (?-1782);
- Lord Henry Lewis Hobart (1774-8 maggio 1846), sposò Charlotte Selina Moore, ebbero quattro figli;
- Lady Albinia Hobart, sposò Richard Cumberland;
- Lady Henrietta Anne Barbara Hobart (?-1828), sposò John Sullivan, ebbero quattro figli;
- Lady Maria Frances Hobart (?-23 aprile 1794), sposò George North, III conte di Guilford, ebbero una figlia;
- Lady Charlotte Hobart (?-1798), sposò il colonnello Edward Disbrowe, ebbero un figlio.

## Morte
Morì il 14 novembre 1804, all'età di 73 anni a Nocton, nel Lincolnshire.